# Eudonia thalamias
Eudonia thalamias là một loài bướm đêm trong họ Crambidae.